# Arashi (destroyer)
Pour les articles homonymes, voir Arashi (homonymie).
L'Arashi (江風) était un destroyer de classe Kagerō en service de la Marine impériale japonaise pendant la Seconde Guerre mondiale.

## Historique
Le 31 décembre 1941 à 2 h 50 du matin, le navire est touché par une torpille Mk VIII tirée du HMS Clyde, trois autres ayant touché l'Ise. La torpille ampute sa proue jusqu'au niveau de la passerelle, mais le destroyer parvient encore à atteindre 12 nœuds. Le navire fait route vers Kuching pour des réparations temporaires.
Le 3 mars 1942, l'Arashi participe à la destruction de la canonnière USS Asheville.
Lors de la bataille de Midway, le navire escortant un groupe est averti de la présence d'un sous-marin américain dans la zone, l'USS Nautilus. Le sous-marin est repéré et attaqué par un Mitsubishi A6M tandis que l'Arashi lance des charges de profondeur, mais le sous-marin parvient à s'échapper.
Pendant la bataille, le navire repêche un pilote d'un avion du Yorktown abattu. Selon le rapport de bataille de l'amiral Chūichi Nagumo, l'aviateur est mort le lendemain des suites de ses blessures, et il fut inhumé en mer. Une enquête après-guerre démontrera que le pilote fut décapité à l'arrière du navire avec une hache à incendie, puis jeté par-dessus bord. Un procès pour juger le capitaine de l'Arashi pour crime de guerre a été abandonné après l'annonce de sa mort plus tard dans le conflit.
En 1943, l'Arashi escorte un convoi japonais naviguant à travers le détroit de Blackett. Il était accompagné des destroyers Amagiri, Hagikaze et Shigure.
Le 7 août 1943, l'Arashi transporte des troupes avec trois autres destroyers à destination de la Nouvelle Géorgie lorsqu'ils sont interceptés par une force de destroyers américains les attendant entre Kolombangara et Vella Lavella. L'Arashi, l'Hagikaze et le Kawakaze sont coulés par l'USS Dunlap (en), l'USS Craven (en) et l'USS Maury (en). Cet affrontement provoquant 1 210 pertes japonaises donne lieu à la bataille du golfe de Vella.